# Xisanshipu
Xisanshipu (kinesiska: 西三十铺) är en köping i östra Kina. Den ligger i Yingshang härad i staden Fuyang i provinsen Anhui, omkring 140 kilometer nordväst om provinshuvudstaden Hefei. Antalet invånare är 29085. Befolkningen består av 15 267 kvinnor och 13 818 män. Barn under 15 år utgör 24,0 %, vuxna 15-64 år 63,00 %, och äldre över 65 år 12,0 %.